# Gran Premio motociclistico di Finlandia 1968
Il Gran Premio di Finlandia fu l'ottavo appuntamento del motomondiale 1968.
Si svolse il 4 agosto 1968 a Imatra, e corsero le classi 125, 250, 500 e sidecar.
Ennesima vittoria di Giacomo Agostini in 500, che lasciò tutti i suoi avversari a un giro di distanza.
Doppietta di Phil Read in 125 e 250. Nella "quarto di litro" arrivarono al traguardo solo sette piloti.
Nei sidecar Helmut Fath vinse approfittando dei ritiri di Klaus Enders e Siegfried Schauzu.

## Classe 500

### Arrivati al traguardo
| Pos. | Pilota              | Moto         | Tempo     | Punti |
| ---- | ------------------- | ------------ | --------- | ----- |
| 1    | Giacomo Agostini    | MV Agusta    | 57' 51" 9 | 8     |
| 2    | Jack Findlay        | Matchless    | +1 giro   | 6     |
| 3    | Derek Woodman       | Seeley       | +1 giro   | 4     |
| 4    | Nikolaj Sevast'ânov | CKEB Vostok  | +1 giro   | 3     |
| 5    | John Dodds          | Norton       | +1 giro   | 2     |
| 6    | Gyula Marsovszky    | Matchless    | +1 giro   | 1     |
| 7    | Billie Nelson       | Hannah Paton | +1 giro   |       |
| 8    | Kel Carruthers      | Norton       | +2 giri   |       |
| 9    | Pentti Lehtelä      | Matchless    | +2 giri   |       |
| 10   | Hannu Kuparinen     | Matchless    | +2 giri   |       |
| 11   | Matti Salonen       | Yamaha       |           |       |
| 12   | Wolfgang Stropek    | Norton       |           |       |
| 13   | Osmo Hansen         | Matchless    |           |       |

### Ritirati
| Pilota          | Moto        | Motivo ritiro |
| --------------- | ----------- | ------------- |
| Keith Tuner     | Matchless   |               |
| Bosse Brolin    | Matchless   |               |
| Rodney Gould    | Norton      |               |
| Ralf Engelhardt | Norton      |               |
| Endel Kiisa     | CKEB Vostok |               |
| Taneli Lepo     | Matchless   |               |
| Toive Lehtinen  | Norton      |               |
| Bosse Granath   | Seeley      |               |
| Ilari Pekkinen  | Norton      |               |

## Classe 250

### Arrivati al traguardo
| Pos | Pilota           | Moto           | Tempo        | Punti |
| --- | ---------------- | -------------- | ------------ | ----- |
| 1   | Phil Read        | Yamaha         | 1h 04' 55" 3 | 8     |
| 2   | Heinz Rosner     | MZ             | +2' 02"      | 6     |
| 3   | Rodney Gould     | Bultaco-Yamaha | +1 giro      | 4     |
| 4   | Ginger Molloy    | Bultaco        | +1 giro      | 3     |
| 5   | László Szabó     | MZ             | +1 giro      | 2     |
| 6   | Gyula Marsovszky | Bultaco        | +2 giri      | 1     |
| 7   | M. Makila        | Yamaha         | +2 giri      |       |

## Classe 125

### Arrivati al traguardo
| Pos | Pilota           | Moto    | Tempo     | Punti |
| --- | ---------------- | ------- | --------- | ----- |
| 1   | Phil Read        | Yamaha  | 52' 40" 2 | 8     |
| 2   | Bill Ivy         | Yamaha  | +44"      | 6     |
| 3   | Heinz Rosner     | MZ      | +1 giro   | 4     |
| 4   | Friedhelm Kohlar | MZ      | +1 giro   | 3     |
| 5   | Jürgen Lenk      | MZ      | +1 giro   | 2     |
| 6   | Thomas Heuschkel | MZ      | +2 giri   | 1     |
| 7   | Ginger Molloy    | Bultaco | +2 giri   |       |
| 8   | Kent Andersson   | MZ      | +2 giri   |       |
| 9   | Rolf Schmid      | Honda   | +2 giri   |       |
| 10  | Kel Carruthers   | Honda   | +2 giri   |       |

## Classe sidecar

### Arrivati al traguardo
| Pos | Pilota                | Passeggero        | Moto | Tempo     | Punti |
| --- | --------------------- | ----------------- | ---- | --------- | ----- |
| 1   | Helmut Fath           | Wolfgang Kalauch  | URS  | 57' 39" 3 | 8     |
| 2   | Heinz Luthringshauser | Geoff Hughes      | BMW  |           | 6     |
| 3   | Georg Auerbacher      | Hermann Hahn      | BMW  |           | 4     |
| 4   | Otto Kölle            | Rolf Schmid       | BMW  |           | 3     |
| 5   | Kenneth Calenius      | Juhani Vesterinen | BMW  |           | 2     |
| 6   | Ruben Bjarnemark      | Lennart Rägmo     | BMW  |           | 1     |